# Kurt Schumacher (football américain)
Pour les articles homonymes, voir Schumacher.
(en) Statistiques sur pro-football-reference
Kurt Schumacher (né le 26 décembre 1952 à Cleveland et mort le 29 septembre 2023) est un joueur américain de football américain.

## Carrière

### Université
Schumacher fait ses études à l'université d'État de l'Ohio, jouant pour l'équipe de football américain de l'université, les Buckeyes.

### Professionnel
Kurt Schumacher est sélectionné au premier tour du draft de la NFL de 1975 par les Saints de la Nouvelle-Orléans au douzième choix. Pour sa première saison en NFL, il entre au cours de treize matchs avant de devenir offensive guard titulaire la saison suivante. En 1977, il revient sur le banc, entrant au cours de quatorze matchs avant d'être remercié par les Saints.
Pour la saison 1978, il signe avec les Buccaneers de Tampa Bay, jouant quatre matchs comme titulaire dans la saison avant de quitter l'effectif de Tampa Bay, qui sera sa dernière équipe.